# Mimapriona chassoti
Mimapriona chassoti är en skalbaggsart som beskrevs av Stefan von Breuning 1970. Mimapriona chassoti ingår i släktet Mimapriona och familjen långhorningar. Inga underarter finns listade i Catalogue of Life.